# Thomas Vernon Wollaston
Thomas Vernon Wollaston (* 9. März 1822 in Scotter, Lincolnshire; † 4. Januar 1878 in Teignmouth, Devon) war ein englischer Entomologe und Malakologe.

## Leben und Wirken
Wollaston stammte aus einer wohlhabenden Familie. Er besuchte die Grammar School in Bury St. Edmunds und studierte ab 1842 am Jesus College in Cambridge, wo er 1845 den B. A., 1849 den M. A. erlangte. 1847 wurde er in die Linnean Society of London aufgenommen. Als sich Symptome einer Lungenkrankheit bemerkbar machten, hielt er sich 1847/48 zur Erholung in Madeira auf. Nach seiner Rückkehr suchte er an verschiedenen Orten Englands ein für seine Krankheit günstiges Klima zu finden und ließ sich schließlich in Teignmouth nieder. Bis 1855 verbrachte er vier weitere Winter in Madeira; 1858 bereiste er mit Richard Thomas Lowe and John Gray die Kanarischen Inseln und besuchte sie im folgenden Jahr erneut zusammen mit Lowe. 1866 war er mit Gray auf den Kapverdischen Inseln. Bei all diesen Aufenthalten widmete er sich trotz seiner Krankheit mit beträchtlicher Ausdauer und Zähigkeit der Erforschung der Tierwelt, insbesondere der Käfer und anderer Insektenordnungen sowie der Weichtiere. In zahlreichen Veröffentlichungen beschrieb er hunderte von neuen Arten. Er vertrat die Ansicht, dass die atlantischen Inselgruppen (Makaronesien) in früheren Erdzeitaltern eine Verbindung zum Festland besessen hatten. Er war ein enger Freund von Charles Darwin, auch wenn er sich wegen seiner religiösen Überzeugungen zeitlebens nicht zur Anerkennung der Evolutionstheorie durchringen konnte. 1855 erwarb das Britische Museum (heute Natural History Museum) seine Sammlung maderensischer Käfer.
1869 heiratete Wollaston die jüngste Tochter seines Freundes Shepherd aus Teignmouth. Die Ehe blieb kinderlos. 1875–1876 verbrachte er mit seiner Frau und John Gray ein halbes Jahr auf St. Helena. Dort überanstrengte er sich wohl bei seinen Sammelexkursionen, was wegen des milden Klimas anfangs unbemerkt blieb, aber auf der stürmischen Heimreise bei schlechtem Wetter zu einem Zusammenbruch führte, von dem er sich nicht mehr erholte. Ein weiterer Aufenthalt auf Madeira blieb wirkungslos. Wollaston starb im Januar 1878.

## Werke
- Insecta Maderensia, 1854
- On the Variation of Species, with Especial Reference to the Insecta 1856
- Coleoptera Atlantidum, 1865
- Testacea Atlantica, or the land and freshwater shells of the Azores, Madeira, Salvages, Canaries, Cape Verdes, and Saint Helena., 1878.

Wollaston schrieb auch eine Vielzahl kurzer und längerer Arbeiten über nordatlantische Käfer.
| Personendaten    | Personendaten            |
| ---------------- | ------------------------ |
| NAME             | Wollaston, Thomas Vernon |
| KURZBESCHREIBUNG | britischer Entomologe    |
| GEBURTSDATUM     | 9. März 1822             |
| GEBURTSORT       | Scotter                  |
| STERBEDATUM      | 4. Januar 1878           |
| STERBEORT        | Teignmouth               |